# Phyllolabis encausta
Phyllolabis encausta är en tvåvingeart som beskrevs av Osten Sacken 1877. Phyllolabis encausta ingår i släktet Phyllolabis och familjen småharkrankar. Inga underarter finns listade i Catalogue of Life.